# Stopa zwrotu otwartego funduszu emerytalnego
Stopa zwrotu otwartego funduszu emerytalnego – podstawowa miara oceny efektywności polityki inwestycyjnej prowadzonej przez otwarty fundusz emerytalny w Polsce. Za jej obliczanie i publikację do publicznej wiadomości odpowiedzialna jest Komisja Nadzoru Finansowego. 

## Definicje

### Stopa zwrotu funduszu
Obliczana jest przez poszczególne OFE na koniec marca i września każdego roku za ostatnie 36 miesięcy. Wartość tę wylicza się w oparciu o zmianę wartości jednostki rozrachunkowej. Informacje o wartości stóp zwrotu funduszy przekazywane są do Komisji Nadzoru Finansowego oraz prezentowane na jej stronie internetowej.  

### Średnia ważona stopa zwrotu
Wyliczany dla wszystkich funduszy wskaźnik będący sumą iloczynów stóp zwrotu i przeciętnego udziału w rynku danego funduszu mierzonego wielkością aktywów netto. Przy wyliczaniu średniej ważonej uwzględniane są fundusze, które działały przez okres ostatnich 36 miesięcy. 

### Minimalna stopa zwrotu
Zapewnia bezpieczeństwo środków wpłacanych przez uczestników OFE. Jest to minimalna wymagana stopa zwrotu z inwestycji OFE. Obliczenia jako nominalna stopa zwrotu, przy jej obliczaniu nie jest brana pod uwagę ani inflacja ani też prowizje od składek i opłaty za zarządzanie. W sytuacji, gdy stopa zwrotu w przypadku otwartego funduszu emerytalnego za 36 miesięcy jest niższa od minimalnej wymaganej stopy zwrotu, zarządzający funduszem emerytalnym zobowiązani są do dokonania dopłaty pieniężnej do rachunków uczestników funduszu, by stopa zwrotu w otwartym funduszu emerytalnym osiągnęła poziom minimalnej stopy zwrotu. Minimalna wymagana stopa zwrotu jest wyliczana ze średniej ważonej stopy zwrotu w następujący sposób: 
1. jeżeli średnia stopa zwrotu jest wyższa niż 8%, wtedy minimalna stopa zwrotu wynosi jej połowę,
2. w przypadku, gdy średnia ważona stopa zwrotu jest niższa niż 8%, wtedy minimalna stopa zwrotu jest niższa od średniej ważonej stopy zwrotu o 4 punkty procentowe.

Od czerwca 1999 do marca 2004 instytucja nadzorcza (Urząd nadzoru nad Funduszami Emerytalnymi, później Komisja Nadzoru Ubezpieczeń i Funduszy Emerytalnych) publikowała 24-miesięczne stopy zwrotu. Od września 2004 KNF (do 2006 jako KNUiFE) publikuje 36-miesięczne stopy zwrotu.